# ウィルフレッド・ブンゲイ
ウィルフレッド・ブンゲイ（Wilfred Kipkemboi Bungei、1980年7月24日 - ）は、ケニアの陸上競技選手。2008年北京オリンピックの金メダリストである。

## 経歴
ブンゲイは、数多くの優秀なランナーを輩出しているケニア西部リフトバレー州ナンディ県カビリルサング出身。800mを得意としている選手で、この種目の元世界記録保持者ウィルソン・キプケテル（デンマーク（ケニアから国籍変更））は叔父にあたる。
ブンゲイは、1998年の世界ジュニア選手権で銀メダルを獲得し、その名を世界に知らしめた。2001年のエドモントンで行われた世界選手権では、スイスのアンドレ・ブッヒャーに次いで銀メダルを獲得。翌年には、イタリアのリエティで行われた競技会で1分42秒34の自己ベストをマーク（世界歴代8位（2013年7月現在））。
2004年には、初めてのオリンピックとなるアテネオリンピックに出場したが、5位に終わる。2006年の世界室内陸上では、アテネオリンピック金メダリストのロシアのユーリー・ボルザコフスキーらを下し優勝を果たす。
2度目のオリンピックとなった、2008年の北京オリンピックは1分44秒65で、スーダンのイスマイル＝アハメド・イスマイルや、前年の世界選手権優勝のアルフレッド・キーワ・イエゴらを下して金メダルを獲得した。

## 自己ベスト
- 800m - 1分42秒34 (2002年9月8日:リエティ)
- 1000m - 2分18秒60 (2002年7月7日:レティムノ)

## 主な実績
| 年   | 大会                               | 場所                       | 種目 | 結果 | 記録      |
| ---- | ---------------------------------- | -------------------------- | ---- | ---- | --------- |
| 1998 | 世界ジュニア陸上選手権             | アネシー(フランス)         | 800m | 2位  | 1分47秒53 |
| 2001 | 世界陸上選手権                     | エドモントン(カナダ)       | 800m | 2位  | 1分44秒55 |
| 2003 | 世界室内陸上選手権                 | バーミンガム(イギリス)     | 800m | 3位  | 1分46秒54 |
| 2003 | IAAFワールドアスレチックファイナル | モンテカルロ(モナコ)       | 800m | 1位  | 1分45秒97 |
| 2004 | オリンピック                       | アテネ(ギリシャ)           | 800m | 5位  | 1分45秒31 |
| 2005 | 世界陸上選手権                     | ヘルシンキ(フィンランド)   | 800m | 4位  | 1分44秒98 |
| 2005 | IAAFワールドアスレチックファイナル | モンテカルロ(モナコ)       | 800m | 1位  | 1分47秒05 |
| 2006 | 世界室内陸上選手権                 | モスクワ(ロシア)           | 800m | 1位  | 1分47秒15 |
| 2006 | IAAFワールドアスレチックファイナル | シュトゥットガルト(ドイツ) | 800m | 3位  | 1分47秒22 |
| 2007 | 世界陸上選手権                     | 大阪(日本)                 | 800m | 5位  | 1分47秒42 |
| 2008 | オリンピック                       | 北京(中国)                 | 800m | 1位  | 1分44秒65 |